# Lisselåsklack
Lisselåsklack är ett naturreservat i Sandvikens kommun i Gävleborgs län.
Området är naturskyddat sedan 1965 och är 2,5 hektar stort. Reservatet består av ett klapperstensfält på toppen av ett mindre berg där även några få tallar växer.